# Schloss Kozel

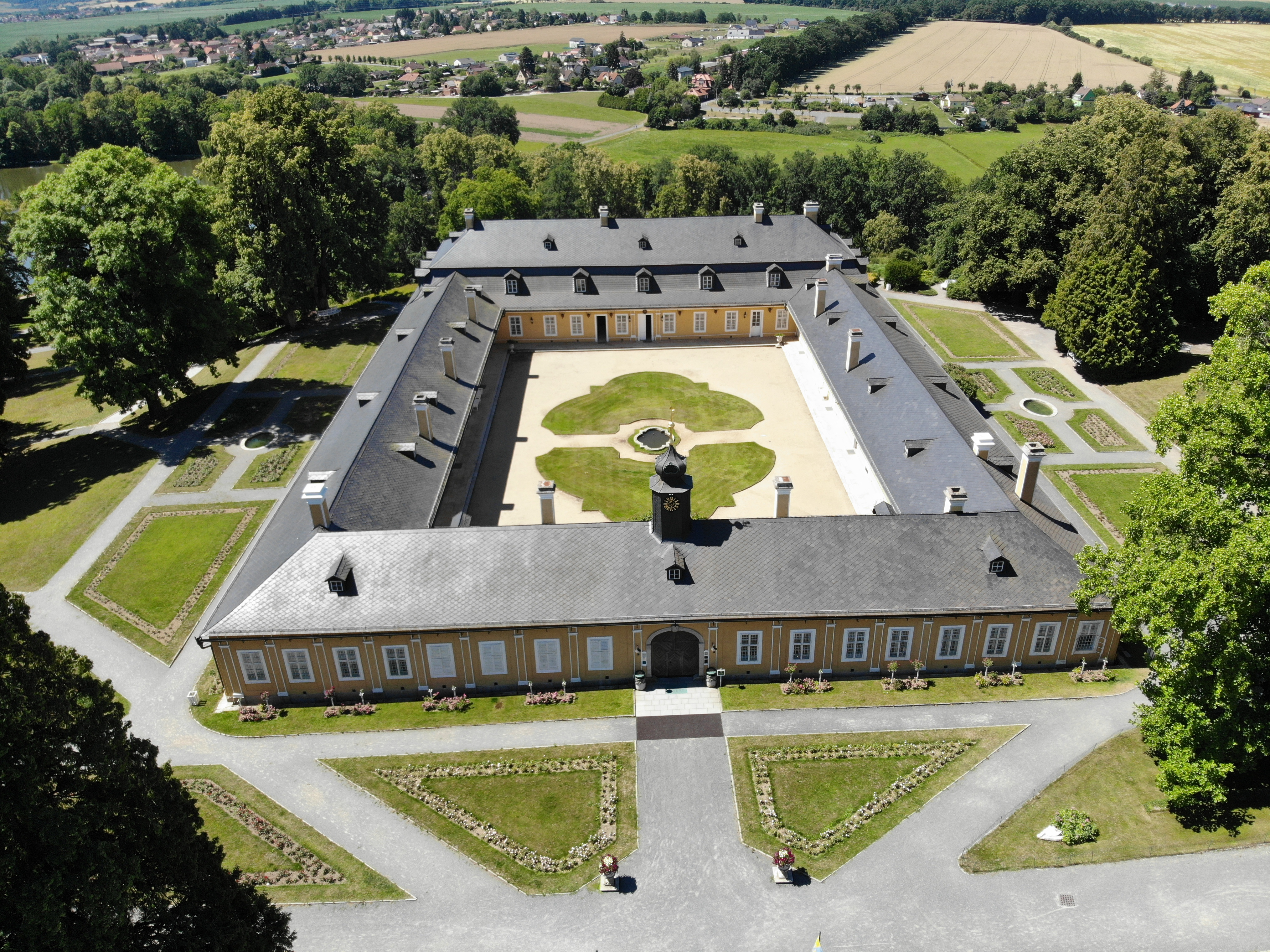
Schloss Kozel

Schloss Kozel (deutsch Waldschloss) liegt am Rande der Gemeinde Šťáhlavy südöstlich von Pilsen in Tschechien.
Das klassizistische Jagdschloss wurde Ende des 18. Jahrhunderts als vierflügeliges einstöckiges Gebäude um einen rechteckigen Innenhof erbaut. Den Entwurf lieferte der Architekt Johann Ignaz Palliardi, geleitet wurde der Bau vom Baumeister Václav Haberditz. Später wurden noch eine Kapelle, eine Reithalle und ein Pferdestall, dem gegenüber sich das Lakaienhaus befindet, errichtet. Die Innendekoration nahm der berühmte Prager Maler und Dekorateur Antonín Tuvora vor, der mit der Al-secco-Technik die Wandflächen der meisten Räume ausschmückte. Das ursprüngliche Mobiliar stammt aus der Zeit des Rokoko und des Klassizismus.
Ein großer Teil der umfangreichen Bibliothek des Anton Heinrich Friedrich von Stadion, Staatsminister von Kurmainz, soll sich heute hier aus seinem Besitz von Schloss Warthausen befinden. 1400 Bände (550 Werke).
Das Hauptgebäude des Schlosses wurde von dem Prager Architekten Václav Haberditz für den königlichen Oberhofjägermeister Johann Adalbert Czernin von und zu Chudenitz entworfen. Palliardi ergänzte es bald darauf um die Schlosskapelle, die Manege, den Pferdestall und die Lakaienkammer. Das Schloss ist von einem großen Landschaftspark mit einer Reihe von exotischen, aus der ganzen Welt importierten Bäumen umgeben. Nach dem Tod von Jan Václav Černín erbten die Grafen von Waldstein den Gutsbesitz von Šťáhlavy. Er blieb bis 1945 in ihrem Besitz.
Heutzutage ist das Schloss im staatlichen Besitz unter der Verwaltung des Nationalinstituts für Denkmalpflege.

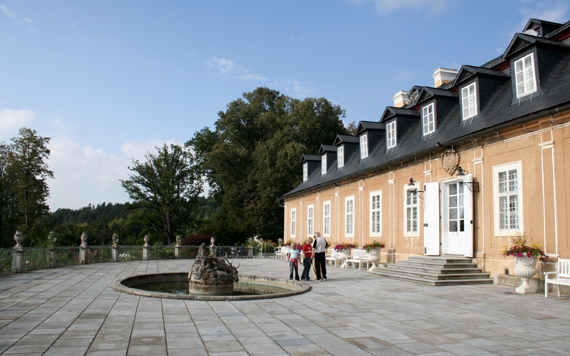
Westfront mit Brunnen
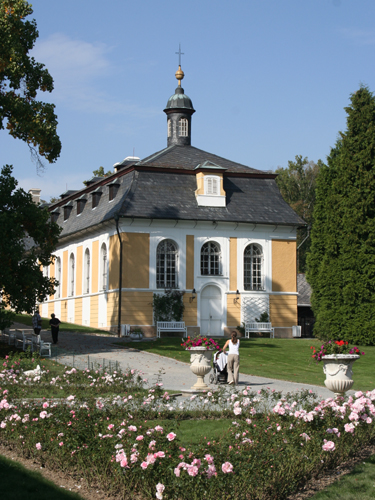
Schlosskapelle
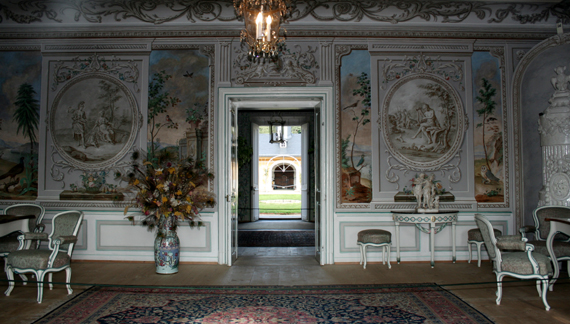
Der „Gesellschaftssalon“